# Route nationale 437a
La route nationale française 437A ou RN 437A était une route nationale française reliant Maîche au pont de Goumois, qui est la frontière avec le canton suisse du Jura en direction de Saignelégier (H18), via Damprichard et Charmauvillers. Ce superbe parcours emprunte la corniche de Goumois.
Depuis les déclassements de 1972 elle a été renommée RD 437A.